# 同潤会
同潤会（どうじゅんかい、同潤會）は、内務省によって1924年（大正13年）に設立された財団法人である。その前年に発生した関東大震災の義捐金をもとに設立され、東京と横浜において住宅供給を行った。集合住宅「同潤会アパート」の建設で知られている。

## 概要
1923年（大正12年）の関東大震災により、東京・横浜の市街地は大きな被害を受けた。下町では木造住宅が密集しており、街区の整備も遅れていたことから被害を大きくした。既に震災前から、不燃造の集合住宅の必要性が認識され、東京市・横浜市では鉄筋ブロック造の集合住宅を造り始めていたが、計画的な供給が課題になった。
内務省は国内外から寄せられた義捐金の中から1,000万円の支出を決定し、震災の翌年1924年（大正13年）5月、財団法人同潤会が設立され、建築家らが評議員や理事に就任した。まず東京・横浜に木造バラックの仮設住宅を建設し、次いで1925年（大正14年）8月から同潤会最初の鉄筋コンクリート造の集合住宅である中之郷アパートの建設を始めた。中之郷アパートの設計は、東大建築学科の内田祥三研究室で行われ、1926年（大正15年）8月に竣工した。以後は同潤会の設計部が中心になって東京・横浜に次々と同潤会アパートを建設した。
同潤会が目指したものは主に都市中間層向けの良質な住宅供給（アパートメント）で、それに付帯してスラム対策の住宅建設（不良住宅改良事業）も行った。
鉄筋コンクリート造の住宅はコストがかさみ、家賃収入のみで投資額をまかなうことは困難であったため、アパートの建設は1934年（昭和9年）竣工の江戸川アパートメントで終了した。同潤会では以前（1928年頃）から手掛けていた分譲住宅（木造で多くは平屋建て）の供給に専念することになった。
1941年（昭和16年）に住宅営団が発足し、同潤会は業務を移管して解散した。
第二次世界大戦後、建設省の所轄のもとに設立された日本住宅公団（現：都市再生機構）と機能等が類似するが、組織・財政・人的構成等の直接の系譜関係はなく、所轄官庁も違うため、いわゆる「前身」ではない。

## 組織
- 会長　内務大臣（兼務）　※初代は水野錬太郎（清浦内閣）。
- 副会長　内務省社会局長（兼務）
- 主な理事・評議員　佐野利器、内田祥三、池田宏[1]、渡辺鉄蔵ほか

## 事業内容
同潤会が手掛けた住宅としては、いわゆる「同潤会アパート」と通称されるものが有名になったが、これは一般の都市生活者向けに同潤会が建設した一事業であり、これ以外にもさまざまな目的別の住宅建設事業を手掛けた。
| 事業種別                 | 戸数 | 備考 |
| ------------------------ | ---- | --- |
| 仮住宅                   | 2160 | 関東大震災罹災者のための仮設住宅。東京7か所にバラック建住宅を建設（一部店舗）。数年内に退去。                                                                        |
| 普通住宅                 | 3493 | 木造長屋建（平屋・2階建）の賃貸住宅で、一部は店舗。東京・神奈川に12か所。                                                                                            |
| アパートメントハウス     | 2501 | 鉄筋コンクリート造の集合住宅で、いわゆる同潤会アパート。東京・神奈川に15か所。                                                                                       |
| 共同住宅                 | 712  | 不良住宅改良事業（スラム化していた地域の環境改善）。猿江裏町にコンクリート造共同住宅、南太田町・日暮里に木造共同住宅を建設。一部店舗等。                             |
| (勤人向)分譲住宅         | 524  | 1928年以降、勤め人を対象に木造平屋の一戸建（一部2階建）を分譲。建坪は35坪以内。赤羽、洗足、江古田など、20か所に建設。                                                |
| 職工向分譲住宅           | 1105 | 1935年以降、工場労働者を対象に建設、内容は勤人向分譲住宅と同様で、建坪は平均15坪。千住緑町など、15か所に建設。この他に同潤会解散時に建設中の分が6か所、697戸あった。 |
| 軍人遺家族アパートメント | 91   | 1938年、戸山が原（淀橋区西大久保4丁目）に木造2階建集合住宅3棟を建設。                                                                                                |
| 住宅建設経営住宅         |      | 1939年以降、官庁・企業の委託により住宅・共同宿舎（官舎・社宅・寮）の設計、建設、管理を行ったもの。                                                                   |

『同潤会十八年史』より作成。

## 木造住宅・住宅地の建設
同潤会の事業として鉄筋コンクリート造集合住宅の建設がよく知られているが、木造住宅も多く建設した。
震災復興のための仮設住宅に続き、1925年以降、賃貸普通住宅を建設した。次いで模範的な一戸建住宅を分譲することとし、1928年から1938年の10年間に、東京・神奈川の20か所で分譲地を開発し、計524戸の木造分譲住宅を供給した。その後も木造分譲住宅の建設は続けられた。
同潤会が手がけた住宅地は以下の通り。
仮設住宅
- 方南（豊多摩郡和田堀内村方南同潤会仮住宅）- 杉並区方南
- 平塚（荏原郡荏原町中延）- 品川区
- 中新井（北豊島郡中新井町）- 板橋区中新井
- 碑衾（荏原郡碑衾村）- 目黒区
- 奥戸（葛飾郡奥戸村上平井）- 葛飾区上平井町（ 葛飾区東新小岩）
- 砂町（南葛飾郡砂町中田新田）- 江東区東砂五丁目
- 塩崎町（深川区塩崎町） - 塩浜

普通住宅
- 赤羽（鶴ヶ丘、王子区稲付町四丁目）- 北区赤羽西4丁目）
- 十条（王子区上十條町） - 北区十条仲原三丁目
- 西荻窪（杉並区井荻三丁目） - 杉並区
- 荏原（荏原郡中延町中延同潤会住宅） - 品川区東中延1・2丁目、中延2・3丁目
- 大井 - 品川区大井金子町
- 砂町（城東区北砂町） - 江東区東砂三丁目
- 松江（江戸川区） - 江戸川区東小松川六丁目
- 尾久（荒川区尾久町十丁目） - 荒川区町屋六丁目
- 新山下町（横浜市中区新山下町二丁目） - 横浜市中区
- 瀧頭（横浜市磯子区滝頭）
- 大岡（横浜市中区大岡町） - 横浜市南区
- 井土ケ谷（横浜市中区井土ケ谷） - 横浜市南区

- 六浦（横浜市） - 横浜市金沢区（1939年に分譲住宅として建設されたが、普通住宅として管理）

分譲住宅
- 赤羽第一（西が丘）（王子区稲付西町三丁目、稲付町四丁目）- 北区西が丘一丁目、二丁目
- 阿佐谷（杉並区天沼三丁目） - 杉並区本天沼二丁目
- 赤羽第二（王子区）- 北区
- 荻窪（杉並区天沼三丁目） - 杉並区本天沼三丁目
- 洗足台第一（大森区上池上町）（小池台） - 大田区上池台二丁目・三丁目
- 経堂（世田谷区経堂町） - 世田谷区経堂三丁目
- 洗足台第二（大森区東雪谷）（石川台） - 大田区上池台三丁目・東雪谷五丁目
- 駒沢（世田谷区弦巻町二丁目・新町二丁目） - 世田谷区新町三丁目
- 善福寺（杉並区井荻一丁目） - 杉並区善福寺一丁目
- 雪が谷（大森区雪谷谷町） - 大田区南雪谷四丁目
- 衾町（目黒区宮前町・衾町） - 目黒区八雲三丁目
- 堀切（葛飾区下千葉町） - 葛飾区東堀切二丁目
- 江古田（板橋区） - 練馬区小竹町一丁目
- 松蔭（世田谷区上馬町二丁目） - 世田谷区弦巻一丁目
- 東小松川（江戸川区東小松川五丁目） - 江戸川区中央東小松川
- 桜台（板橋区）- 練馬区豊玉町二丁目
- 赤羽第三（王子区）- 北区
- 斉藤分（横浜市神奈川区斉藤分町）
- 山手町 - 横浜市中区
- 川崎第一（川崎市大島町四丁目） - 川崎市

職工向分譲住宅
- 三好町（深川区） - 江東区
- 白河町（深川区） - 江東区
- 千住緑町（足立区） - 足立区千住緑町
- 越中島第一（深川区） - 江東区
- 越中島第二（深川区） - 江東区
- 板橋（板橋区） - 板橋区大和町
- 調布千鳥町第一（大森区）[8] - 大田区千鳥二丁目
- 調布千鳥町第二（大森区） - 大田区
- 川崎第二(川崎市大島町四丁目）
- 鶴見 - 横浜市鶴見区
- 川崎第三(川崎市大島町四丁目）
- 鶴見末吉 - 横浜市鶴見区
- 川口 - 埼玉県川口市南前川一丁目
- 川崎塚越
- 板橋第二（板橋区） - 板橋区栄町

（以下は同潤会解散時に建設中の分）
- 鶴見末吉第二
- 調布千鳥町第三
- 浦和
- 元住吉
- 三鷹
- お花茶屋

受託事業
- 神奈川県、名古屋市、大阪市（横須賀海軍…共同宿舎のみ）
- 住友本社、川崎航空機、千代田機械、日本製鉄、安川電機、住友金属、三井造船

### 住宅地のその後
場所によっては、街区に当時の面影を残しているが、木造住宅のほとんどは老朽化により既に姿を消している。
- 2000年代まで現役で使用されていた江古田分譲住宅の一棟が創建時の状態に復元され、「旧同潤会江古田分譲住宅佐々木邸」として国の登録有形文化財に登録されている[9][10]。
- 荻窪分譲住宅の最後の一棟が2022年3月に取り壊された[11]。
- 中延普通住宅地は、戦災で一部を焼失し、木造密集地域となっていた。「中延二丁目旧同潤会地区防災街区整備事業」により、2018年に建替えが完了した。